# Ковальчук, Евдокия Борисовна
Евдоки́я Бори́совна Ковальчу́к, более известная как Ду́ся Ковальчу́к (1881—1919), — участница большевистского подполья в Ново-Николаевске (1918—1919).

## Биография
Родилась в крестьянской семье, проживавшей в Сергачском уезде Нижегородской губернии. Позднее вместе с родителями переехала в Ново-Николаевск Томской губернии. Отец, Борис Андреевич Репин, работал плотником.
В возрасте 16 лет Евдокия Репина вышла замуж за Фёдора Ковальчука, который был старше её вдвое. По некоторым сведениям, муж-парикмахер имел свой салон на вокзальной площади. Однако имеются данные, свидетельствующие о том, что он работал машинистом паровоза. Муж был сторонником монархии и не разделял революционных взглядов супруги. В этом браке родилось четыре ребёнка (два мальчика и две девочки).
Д. Ковальчук была для своего времени эмансипированной женщиной: самостоятельно освоила чтение и письмо, выписывала политические газеты. Хорошо шила на заказ на имевшейся дома швейной машинке «Зингер». Благодаря мужу младшей сестры Александры приобщилась к нелегальной политической деятельности. С 1910 года семейный дом стал местом встречи подпольщиков.
В феврале 1917 года Ковальчук вступила в РСДРП, позже была избрана в Ново-Николаевский Совдеп. С декабря 1917 года в городе устанавливается Советская власть, которую 26 мая 1918 года свергает восставший чехословацкий корпус, и установилась власть Временного правительства автономной Сибири. В это время Ковальчук стала одним из руководителей подпольной группы РКП(б).
После расстрела революционеров-большевиков организовала похороны соратников — Ф. И. Горбаня, А. И. Петухова, Ф. П. Серебренникова, Д. М. Полковникова и Ф. С. Шмурыгина, которые вылились в политическую демонстрацию. Собирала для арестованных и детей расстрелянных деньги, сухари, одежду, неоднократно выезжала для связи с ними в другие города. Участвовала в подготовке побегов арестованных, прятала в своём доме связных из других городов Сибири.
В дни декабрьского (1918) и февральского (1919) восстаний в Омске выступала сторонником организации восстаний в городах в противовес точке зрения ряда большевистских организаций Сибири, предлагавших центр восстаний перенести на деревенскую периферию. Способствовала переброске патронов и боеприпасов алтайским красным партизанам.
В сентябре 1919 года с группой подпольщиков арестована контрразведкой, по одним данным чешской, по другим — польской. Подвергалась пыткам, после чего совершила как минимум две попытки самоубийства. По одним данным, умерла в результате второй попытки, по другим — выжила, но была после этого расстреляна. Место захоронения неизвестно; предположительно, оно находится за мясокомбинатом, вблизи реки 2-й Ельцовки.

## Память
- В 1924 году улица Покровская в Новосибирске была переименована в улицу Дуси Ковальчук.
- В 1957 году поэт Василий Фёдоров написал поэму-посвящение «Дуся Ковальчук».
- В 1977 году в Сквере героев революции в Новосибирске был установлен мраморный бюст Дуси Ковальчук.